# Eduardo Mocoroa
Eduardo Mocoroa Arbilla, né à Tolosa (Espagne) le 13 octobre 1867 et mort le 13 janvier 1959 dans la même ville, est un organiste, compositeur et chef d’orchestre espagnol.

## Biographie
Eduardo Justo Mocoroa Arbilla naît le 13 octobre 1867 à Tolosa. Il étudie l’orgue, l’harmonie, le contrepoint et la fugue auprès de Modesto Letamendía (1819-1887) et de Felipe Gorriti (1839-1896). Il dirige l’orphéon et la fanfare municipale de sa commune d'origine. En 1896, il succède à Felipe Gorriti comme organiste et maître de chapelle de l'église Santa María de Tolosa.
Pianiste et saxophoniste, il est également compositeur. Sa symphonie pour orchestre Euskal Soñua, composée à 24 ans, remporte le premier prix des Jeux floraux de Saint-Sébastien.
Il compose plus d'une centaine d’œuvres pour orgue, orchestre, fanfare et chœur. Profondément catholique, il compose de nombreux pièces religieuses, dans l’enthousiasme provoqué par la parution du Motu proprio du pape Pie X en 1903.
Son œuvre profane s'inspire des compositions de Richard Wagner, ainsi que des écoles russe et française.
En 1942, sa ville natale l’honore du titre de Hijo Predilecto de la Villa (fils préféré de la commune) et en 1943 il reçoit la croix dans l’ordre d'Alphonse X le Sage. 
Il meurt à Tolosa le 30 janvier 1959.
Une école de musique de Tolosa porte son nom.

### Vie privée
Il est le père de Ignacio Mocoroa (1902-1979), organiste et compositeur également.

## Œuvre (partielle)
- Euskal Soñua, symphonie pour orchestre[3]
- Zortziko de San Juan[3]
- O Salutaris Hostia pour ténor et orgue[6]
- Egun sentiya, œuvre pour orchestre[1]
- Judica, œuvre pour orchestre[1]
- Domine, œuvre pour orchestre[1]
- Gona gorria, œuvre pour orchestre[1]
- Sorgiñ dantza, œuvre pour orchestre[1]
- Euzkeraren eriotza, œuvre pour orchestre[1]
- Sudun, opéra[1]